# Beslans Stemme
Beslans Stemme (Russisk: Голос Беслан) er en støttegruppe for forældre og andre der har mistet børn eller pårørende under terrorangrebet i Beslan mod en skole i den sydrussiske republik Nordossetien. Mindst 334 civile blev dræbt under angrebet, herunder 186 børn.
Beslans Stemme er oprindeligt startet som en udbrydergruppe af den anden støttegruppe Beslan-mødre af en gruppe på ca. 30 medlemmer der var uenige i den gamle gruppes linje. Ella Kesayeva er formand for Beslans Stemme.

## Politiske aktiviteter
Beslans Stemme har krævet en international undersøgelse ind i omstændighederne omkring terrorangrebet i Beslan og opfordret Den Europæiske Union og Europa-Parlamentet til at hjælpe med at stable en sådan på benene. Beslans Stemme har videre opfordret USA til at stille satellitfotografier af skolen under angrebet til rådighed for sådan en undersøgelse. Gruppen har også opfordret en række private journalister som har noget materiale om angrebet, til at offentliggøre det.
Mellem den 9. og 19. februar 2006 holdt 10 medlemmer af Beslans Stemme en ti-dage lang sultestrejke for på den måde at prøve at opmærksomhed bag deres påstande om at myndighederne skjuler sandheden om angrebet mod skolen i Beslan. Den 22. februar 2006 mødte medlemmer af Beslans Stemme med FNs flygtningehøjkommissær Louise Arbour.